# 倉常寺
倉常寺（そうじょうじ）は、埼玉県北葛飾郡杉戸町にある浄土宗の寺院。

## 歴史
1647年（正保4年）、宗連社迎誉玄珠によって開山された。正保年間（1644年 - 1647年）頃に椿村が開村していることから、村の開村とともに創建されたものと推測される。現在のさいたま市岩槻区にある浄国寺の末寺である。
1932年（昭和7年）、当寺で得度した中島真孝が当寺第20世住職となった。真孝は東京府東京市赤坂区（現・東京都港区）の梅窓院の住職でもあったため、慶應義塾大学教授で僧籍を持つ田中木叉が当寺の寺務を代行した。その縁により、当寺は梅窓院の分院と称している。
当寺には22基もの石仏が造立されている。これは開山の迎誉玄珠の発願によるもので、その多くが寛文年間（1661年 - 1673年）に集中している。

## 交通アクセス
- 路線バス中椿停留所より徒歩18分。